# 中正图书馆旧址 (成都)
中正图书馆旧址是中华人民共和国四川省成都市一处图书馆旧址，位于人民公园之中，为一幢西洋式两层砖楼，1946年为纪念蔣中正而命名为“成都市立中正图书馆”，占地面积约为700平方米。1950年，中正图书馆更名为“成都市人民图书馆”，1953年又更名为“成都市图书馆”。1954年，成都市图书馆从该建筑中迁出。现为成都市人民公园管理处。中正图书馆旧址于2020年以“人民公园近现代建筑群”的名义列入成都市文物保护单位。

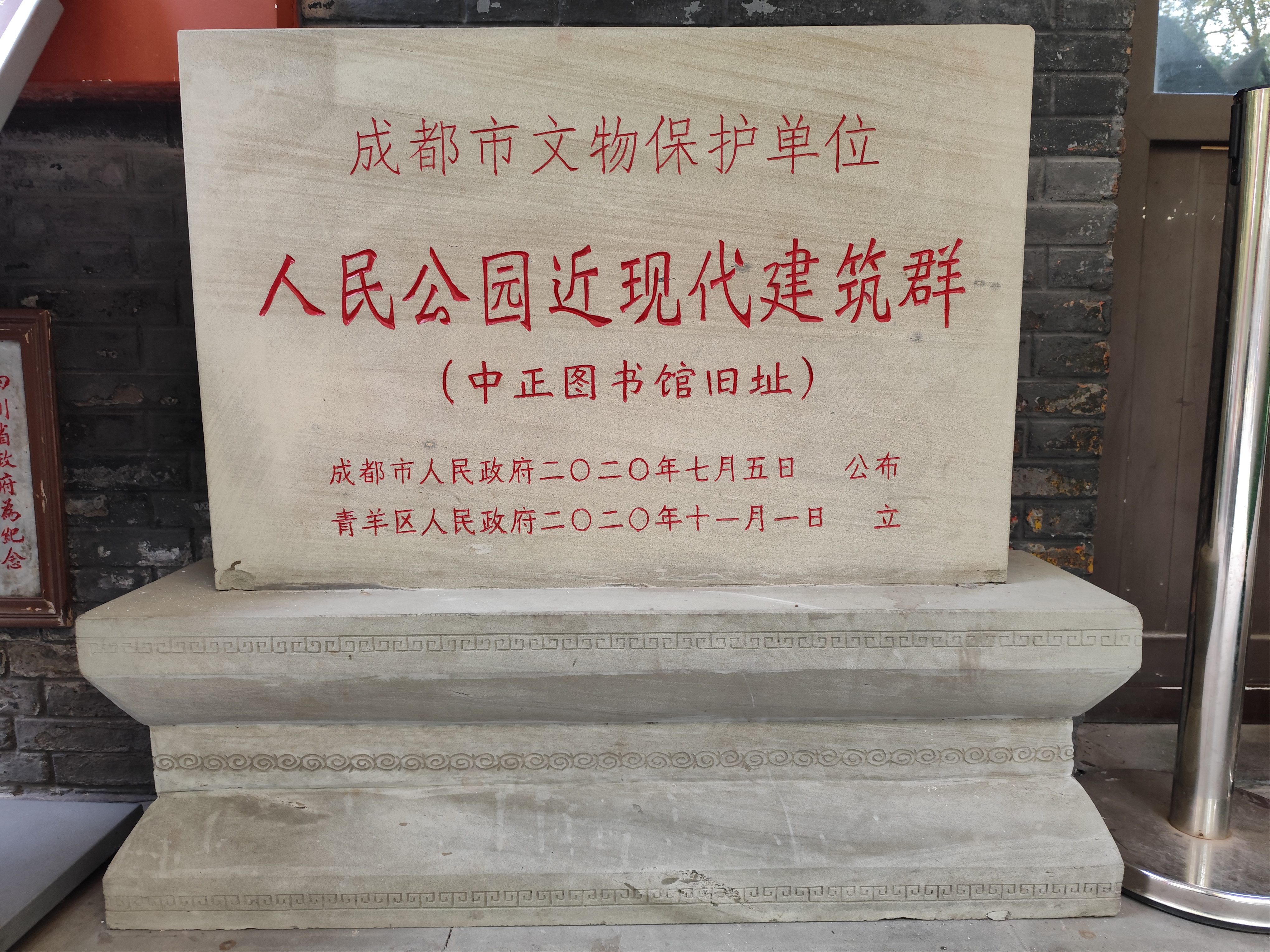
文保碑
奠基銘牌